# Jekyll & Hyde – the musical
Jekyll & Hyde – the musical är en musikal av Frank Wildhorn (musik) och Leslie Bricusse (sångtext och manus). Den har spelats både på Broadway och West End. David Hasselhoff har också spelat titelrollen i några uppsättningar i USA. Den bygger på Robert Louis Stevensons roman Dr. Jekyll och Mr. Hyde. Den hade premiär 1990 i Houston.
Med premiär 18 september 1999, sattes musikalen upp i Norrköping och Linköping. Huvudrollen delades mellan Anders Ekborg och Olle Persson. Emma spelades av Anna Maria Hallgarn och Lucy av Sharon Dyall. Regi av Magnus Bergquist. Sista föreställningen hölls 26 februari 2000.
Den 23 februari 2006 hade Jekyll & Hyde premiär på Värmlandsoperan i Karlstad. Ronny Danielsson regisserade och Christer Nerfont sjöng titelrollen med Lisa Gustafsson som Emma och Cecilie Nerfont som Lucy. Sista föreställningen hölls 29 april 2006.
Den 26 januari 2008 hade musikalen premiär på Chinateatern i Stockholm med opera- och vissångaren och skådespelaren Mikael Samuelson i huvudrollen som Jekyll och Hyde. En skiva med musiken gavs även ut. I rollen som Jekyll & Hydes älskarinna Lucy sågs Sarah Dawn Finer och som hans fästmö Emma Myrra Malmberg. Sista föreställning hölls 29 april 2008.
Den 5 november 2010 har Malmö Operan premiär på Ronny Danielssons omarbetade version från Karlstad. Christer Nerfont gör åter igen Jekyll/Hyde medan Malena Tuvung sjunger Emma och Laila Adèle Lucy.
Denna uppsättning kommer även ge sig ut på turné runt om i Skåne.
Kända låtar ur musikalen är "Ensam i mörkret" (Lost in the Darkness), "Någon som du" (Someone Like You) och "Nu eller aldrig" (This is the Moment).